# Belluno
Belluno (venetisch: Belun, deutsch veraltet: Beilun) ist eine Stadt in Norditalien mit 35.546 Einwohnern (Stand: 31. Dezember 2023). Sie ist die Hauptstadt der gleichnamigen Provinz in Venetien und liegt am Fluss Piave.
Belluno wurde für das Jahr 1999 zur Alpenstadt des Jahres gekürt.

## Geschichte

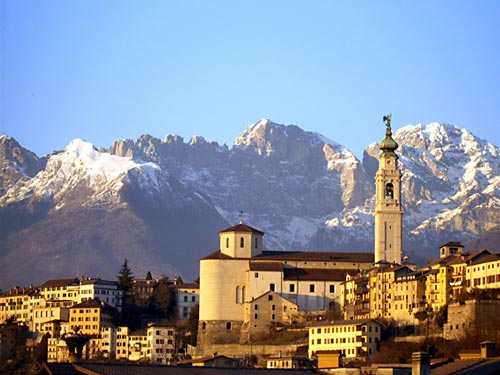
Belluno mit Kathedrale

Im 5. Jahrhundert v. Chr. siedelten auf dem Gebiet des heutigen Belluno die Volksstämme der Veneter und der Kelten, die der späteren Stadt ihren Namen gaben: „Belluno“ kommt vermutlich vom keltischen Ausdruck „belo-donum“, was so viel wie „lichte Anhöhe“ bedeutet. Etwa 300 Jahre später, im 2. Jahrhundert v. Chr., wurde Belluno römisch unter dem Namen „Bellunum“.
Nach dem Untergang des Römischen Reiches in den Wirren der Völkerwanderung um 500 wurde die Stadt wiederholt von den Germanen angegriffen und auch eingenommen, aber schließlich von Justinian zurückerobert, bis sie dann um 580 an die Langobarden fiel. Ende des 8. Jahrhunderts kam Belluno schließlich unter karolingische Herrschaft.
Im 10. Jahrhundert dehnte Giovanni II., Bischof von Belluno, sein Einflussgebiet bis ins Cadore, nach Jesolo, Bassano und Venzone aus.
1249 eroberte Ezzelino III. da Romano die Stadt, worauf die Herrschaft der Camineser und Scaliger folgte.
1360 wurde Belluno dem Territorium von Padua (unter Francesco da Carrara) zugeschlagen, 1404 wurde es an Venedig abgetreten.
In den Jahren 1508 bis 1512 nahm Belluno am Krieg Venedigs gegen die Liga von Cambrai teil.
In den nächsten Jahren wurden immer neue Kulturpflanzen in Europa bekannt, wie zum Beispiel die Bohne, der Mais oder die Kartoffel, was die Struktur der landwirtschaftlichen Betriebe in Belluno stark veränderte.
1797 marschierten die napoleonischen Truppen in Belluno ein, hierauf folgte eine fast zehnjährige Herrschaft durch Franzosen und Österreicher, bis Belluno im Jahre 1806 Hauptstadt des Dipartimento del Piave im neu gegründeten Italienischen Königreich wurde.
Nach dem Fall Napoléons I. 1815 wurde das Belluneser Land in das Königreich Lombardo-Venetien eingegliedert. Während 1848 noch ein starkes Unabhängigkeitsbestreben unter den Einwohnern Bellunos herrschte, schloss sich die Stadt 18 Jahre später gemeinsam mit Venetien als Provinzhauptstadt dem Königreich Italien an.
1886 wurde mit dem Bau der Eisenbahnlinie Treviso-Belluno begonnen, welche bis 1914 bis Calalzo verlängert wurde.
Nach dem Ersten Weltkrieg und der Annexion Südtirols sowie des Trentino wurde der südöstliche Teil des Letzteren zusammen mit Cortina d’Ampezzo abgetrennt und der Provinz Belluno zugeordnet.
In den Jahren 1943–1945 gab es in der Bevölkerung großen Widerstand gegen das Regime der von Deutschland abhängigen faschistischen Repubblica Sociale Italiana. Zahlreiche Bürger schlossen sich der Resistenza an und kämpften gegen die Truppen Mussolinis und die deutsche Wehrmacht.
Am 9. Oktober 1963 trat der Stausee des Vajont aufgrund eines Bergrutsches über die unversehrte Staumauer, worauf sich 50 Millionen Kubikmeter Wasser in das Tal ergossen. Mehrere Dörfer wurden vollständig zerstört; es gab fast 2000 Tote und die Auswirkungen des Unglücks waren auch im etwa 20 km entfernten Belluno zu spüren.
Seit 1973 besteht das Staatsarchiv Belluno.
1990 wurde der Nationalpark Belluneser Dolomiten eingerichtet.

## Wirtschaft
Belluno ist Sitz einiger bekannter Unternehmen. Ein Schwerpunkt liegt im Bereich der Brillenfertigung (Luxottica). Zudem ist die Versicherung VHV Italia (ehemals: Val Piave) ansässig, die Teil der VHV Gruppe ist.

## Klima
|                       | Jan  | Feb  | Mär  | Apr  | Mai  | Jun  | Jul  | Aug  | Sep  | Okt  | Nov | Dez  |   |      |
| Mittl. Tagesmax. (°C) | 3,3  | 6,2  | 11,1 | 15,5 | 19,9 | 24,0 | 26,5 | 26,0 | 22,4 | 16,3 | 9,6 | 4,5  | ⌀ | 15,5 |
| Mittl. Tagesmin. (°C) | −4,1 | −2,4 | 1,8  | 5,9  | 9,9  | 13,4 | 15,3 | 14,9 | 12,2 | 7,3  | 2,1 | −2,2 | ⌀ | 6,2  |
|                       |      |      |      |      |      |      |      |      |      |      |     |      |   |      |
| Niederschlag (mm)     | 45   | 52   | 77   | 97   | 130  | 120  | 115  | 102  | 98   | 116  | 105 | 71   | Σ | 1128 |
|                       |      |      |      |      |      |      |      |      |      |      |     |      |   |      |
| Regentage (d)         | 5    | 5    | 7    | 11   | 13   | 13   | 11   | 10   | 8    | 9    | 8   | 6    | Σ | 106  |

| −4,1 |

| −2,4 |

| 1,8 |

| 5,9 |

| 9,9 |

| 13,4 |

| 15,3 |

| 14,9 |

| 12,2 |

| 7,3 |

| 2,1 |

| −2,2 |

| −4,1 |

| −2,4 |

| 1,8 |

| 5,9 |

| 9,9 |

| 13,4 |

| 15,3 |

| 14,9 |

| 12,2 |

| 7,3 |

| 2,1 |

| −2,2 |

## Verkehr
Wenige Kilometer nordöstlich von Belluno, bei Ponte nelle Alpi, trifft die aus Süden kommende Autostrada A27 auf die aus Norden kommende Strada Statale 51 di Alemagna. Belluno ist an diese Verkehrsachse über die Strada Statale 50 del Grappa e del Passo Rolle angebunden, die in südwestlicher Richtung bis nach Feltre und ins Trentino führt. Belluno hat einen Bahnhof und einen kleinen Flugplatz für die allgemeine Luftfahrt.

## Persönlichkeiten

### Söhne und Töchter der Stadt
- Andrea Alpago (1450–1521), latinisiert Andreas Alpagus (Bellunensis), an der venetianischen Botschaft in Damaskus 30 Jahre tätiger Arzt und Übersetzer von Avicennas Kanon der Medizin
- Giovanni Pierio Valeriano Bolzanio (1477–1558), italienischer Humanist und Theologe
- Sebastiano Ricci (1659–1734), venezianischer Maler
- Gregor XVI. (1765–1846), Papst
- Giovanni De Min (Demin) (1786–1859), Maler und Kupferstecher
- Matthäus Graf Franceschi del Campo (1790–1844), Superior an der katholischen Hofkirche Dresden und Wirklicher Vikariatsrat im Königreich Sachsen[2]
- Ippolito Caffi (1809–1866), Maler
- Adolf von Boog (1866–1929), österreichischer Feldmarschallleutnant
- Lea Zanolli (1899–1995), italienisch-schweizerische Plastikerin, Zeichnerin und Mosaizistin
- Dino Buzzati (1906–1972), Schriftsteller (geboren in San Pellegrino)
- Johannes Paul I. (1912–1978), Papst (geboren in Forno di Canale), studierte und lehrte am Priesterseminar von Belluno
- Tommaso Padoa-Schioppa (1940–2010), Ökonom und Politiker
- Aldo Romano (* 1941), Jazz-Musiker
- Giovanni Mastel (1943–2021), Eishockeyspieler
- Andrea Da Rold (* 1972), Fußballspieler
- Federico D’Incà (* 1976), Politiker
- Deborah Gelisio (* 1976), Sportschützin
- Ericailcane (* um 1980), Streetart-Künstler und Zeichner
- Ilaria Sommavilla (* 1987), Grasskiläuferin
- Elisa Caffont (* 1999), Snowboarderin
- Elia Barp (* 2002), Skilangläufer

### Mit Beziehung zur Stadt
- Claude-Victor Perrin gen. Victor (1764–1841), von Napoleon Bonaparte zum französischen Herzog von Belluno ernannt